# Spiekershausen
Spiekershausen is een dorp in de gemeente Staufenberg in het landkreis Göttingen in het zuiden van Nedersaksen. Het dorp ligt aan de Fulda, direct aan de grens met de deelstaat Hessen. 
Spiekerhausen wordt voor het eerst vermeld in een oorkonde uit 1319. De dorpskerk, gebouwd in de zestiende eeuw, werd tussen 1603 en 1731 ook gebruikt door de Lutherse inwoners van het aangrenzende Hessen, waar in die tijd de protestantse leer verboden was. 
Het dorp werd in 1973 samengevoegd met een aantal gemeenten in de omgeving tot de nieuwe gemeente Staufenberg.
- Gemeinsame Normdatei: 4227626-3
- Virtual International Authority File: 242172140